# The Picture of Dorian Gray (film fra 1913)
The Picture of Dorian Gray er en amerikansk stumfilm fra 1913 af Phillips Smalley.
Filmen er en filmatisering af Oscar Wildes roman af samme navn.

## Medvirkende
- Wallace Reid som Dorian Gray
- Lois Weber
- Phillips Smalley